# 中国国民党革命委员会天津市委员会
中国国民党革命委员会天津市委员会，简称民革天津市委、天津民革，是中国国民党革命委员会在天津市的地方组织。